# Blair Horn
Blair Horn, född den 17 juli 1961 i Kelowna, British Columbia, är en kanadensisk roddare.
Han tog OS-guld i åtta med styrman i samband med de olympiska roddtävlingarna 1984 i Los Angeles.